# Josep Guillén Clapés
Josep Guillén Clapés va ser un empresari del sector carni i polític català.
Fill de Francesc Guillén i de Salvadora Clapés, fundadors d'una de les primeres parades dedicades a la venda carn de cavall al mercat Torner i, més endavant, en una botiga del carrer de Güell i Ferrer, cantonada amb Príncep de Bergara, inaugurada el 1943. Josep va gestionar-la entre 1951 i 1986. Aficionat a la cria de poltres, va introduir la venda d'aquesta carn a la botiga. Quan es va retirar, se'n va fer càrrec el seu fill Francesc i la seva nora Maria.
Va ser regidor de l'Ajuntament de Badalona, escollit pel terç sindical entre 1964 i 1970, i pel terç familiar a partir de 1971. Va ser l'encarregat de la secció d'urbanisme durant molts anys, durant el seu mandat es va construir l'autopista C-31, que va esdevenir una barrera que va partir la ciutat en dos, tanmateix, Guillén la va valorar positivament per la reducció del trànsit que suposava. El 1974 va ser alcalde accidental de la ciutat durant tres mesos a causa de la mort de l'anterior titular, Felipe Antoja Vigo. El 12 de juny va ser substituït per Isidre Caballería Pla.